# Chapin Peak
Chapin Peak är en bergstopp i Antarktis. Den ligger i Västantarktis. Inget land gör anspråk på området. Toppen på Chapin Peak är 2 170 meter över havet, eller 387 meter över den omgivande terrängen. Bredden vid basen är 2,0 km.
Terrängen runt Chapin Peak är platt österut, men västerut är den kuperad. Trakten är obefolkad. Det finns inga samhällen i närheten. 